# Francesco Verri
Francesco Verri (Màntua, 11 de juny de 1885 - Riotorio di Piombino, 6 de juny de 1945) va ser un ciclista italià que va córrer entre 1906 i 1924. Especialitzat en ciclisme en pista, va prendre part en els Jocs Intercalats de 1906 a Atenes i va guanyar tres medalles d'or. Aquell mateix any guanyà el Campionat del món amateur de velocitat. També guanyà set campionats italians de velocitat.

## Palmarès
- 1905
  -  Campió d'Itàlia de velocitat amateur
- 1906
  -  Campió del món de velocitat amateur
  -  Campió d'Itàlia de velocitat
  - 1r al Gran Premi de París en velocitat amateur
- 1907
  -  Campió d'Itàlia de velocitat
- 1908
  -  Campió d'Itàlia de velocitat
- 1909
  -  Campió d'Itàlia de velocitat
- 1910
  -  Campió d'Itàlia de velocitat
- 1911
  -  Campió d'Itàlia de velocitat
- 1915
  - 1r als Sis dies de Chicago (amb Oscar Egg)
  - 1r als Sis dies de Buffalo (amb Reginald Macnamara)
- 1917
  - 1r als Sis dies de Chicago (amb Reginald Macnamara)
- 1920
  -  Campió d'Itàlia de velocitat
- 1921
  -  Campió d'Itàlia de velocitat